# Castelnau-Chalosse
Castelnau-Chalosse é uma comuna francesa na região administrativa da Nova Aquitânia, no departamento Landes. Estende-se por uma área de 10,73 km². Em 2010 a comuna tinha 643 habitantes (densidade: 59,9 hab./km²).